# Joachim Ruoff
Hans Joachim Ruoff (* 1. März 1911; † 4. Februar 1996 in München) war Erster Generalstabsoffizier des SS-Führungshauptamtes und Standartenführer der Waffen-SS.
Er trat zum 1. Mai 1931 der NSDAP bei (Mitgliedsnummer 500.273) und schloss sich im selben Jahr auch der SS an (SS-Nummer 7.833). Bei der 6. SS-Gebirgs-Division „Nord“ diente er als Hauptsturmführer im Stab vom 5. April 1941 bis Juni 1941. Ruoff war als Chef der Führungsabteilung des Kommandoamtes der Waffen-SS tätig, danach ab 1. Mai 1942 als Erster Generalstabsoffizier (Ia) des SS-Führungshauptamtes (siehe SS-Hauptämter).
Am 13. März 1946 wurde er vor dem Internationalen Militärtribunal in Nürnberg von dem britischen Ankläger Elwyn Jones zu den Verbrechen der Waffen-SS verhört. Er gab an, darüber nichts zu wissen. Weiterhin gab er an, dass er keinen blinden Gehorsam in seiner Dienstzeit gekannt habe.
Im Jahre 1951 gründete Ruoff mit Helmut Damerau und Felix Steiner die Deutsche Soldatenzeitung, die ab 1963 als Deutsche National-Zeitung erschien. Ruoff war Mitglied der Soldatenvereinigung Schutz-Bund ehemaliger Deutscher Soldaten (BDS) sowie Mitglied der Gesellschaft für Wehrkunde.
1958 trat Ruoff in den Bundesnachrichtendienst ein und wurde dort 1963 Referatsleiter. Er war u. a. für die Erstellung der „Psychologischen Lageberichte“ über die Stimmung in der DDR-Bevölkerung zuständig. Nachdem sich die Anhaltspunkte für seine Beteiligung an Kriegsverbrechen verdichtet hatten, schied er 1966 freiwillig aus dem BND aus.